# Gare de Grandgourt
La gare de Grandgourt est une halte ferroviaire suisse de la ligne de Delémont à Delle. Elle est située à côté du passage à niveau, à environ 50 mètres, dans le sud, du hameau de Grandgourt sur le territoire de Courtemaîche, ancienne commune, intégrée à Basse-Allaine, dans le canton du Jura.
Mise en service en 1878 par le Chemins de fer du Jura bernois (JB), devenue depuis une halte des Chemins de fer fédéraux suisses (SBB CFF FFS) elle était desservie par des trains circulant entre la Suisse et la France. 
Au changement d'horaire 2023, la gare de Grandgourt a été définitivement fermée en raison du trop faible taux de voyageurs quotidiens.

## Situation ferroviaire
Établie à 391 mètres d'altitude, la halte de Grandgourt est située au point kilométrique (PK) 119,66 de la ligne de Delémont à Delle, entre la gare de Courtemaîche et la halte de Buix.

## Histoire
La station de Grandgourt est ouverte à l'exploitation le 1er juin 1878 par le Chemins de fer du Jura bernois (JB).
En 2022, les CFF annoncent dans un communiqué fermer la gare au prochain changement d'horaire prévu en décembre 2022. Cette dernière n'étant plus aux normes pour les personnes à mobilité réduite, d'importants travaux étaient nécessaires. Ces derniers ne seront jamais effectués en raison de l'affluence minime de cette gare : qu'une vingtaine de voyageurs par jour. Des services de bus seront mis à la disposition.

## Service des voyageurs

### Accueil
Halte SBB CFF FFS. Elle dispose d'un petit bâtiment d'attente et d'un quai avec un éclairage.

### Desserte
Grandgourt est desservie par des trains de la relation Delémont, ou Bienne - Delle.

### Intermodalité
Elle dispose d'emplacements aménagés pour les vélos